# Мы из будущего
«Мы из бу́дущего» — российский фантастический фильм режиссёра Андрея Малюкова о попаданчестве. Премьера в России и мировая премьера состоялась в кинотеатрах 21 февраля 2008 года, премьера на телевидении состоялась 9 мая 2008 года на канале «Россия». В 2010 году вышло продолжение фильма — «Мы из будущего 2».

## Сюжет
XXI век. Четверо друзей занимаются раскопками под Санкт-Петербургом в местах боевых действий Великой Отечественной войны с коммерческой целью (то есть они — чёрные копатели): за найденные награды и оружие дают хорошие деньги. Организатор — бывший студент исторического факультета Сергей Филатов по кличке Борман (прозвище в честь Мартина Бормана — политического деятеля нацистской Германии; актёр Данила Козловский). Он хорошо знает историю Великой Отечественной войны и места боёв, где можно поживиться.
Помощник Бормана — растаман по прозвищу Спирт (Андрей Терентьев).
Двое других участников группы — Чуха (Дмитрий Волкострелов) — друг Бормана с детского сада, и Череп (Владимир Яглыч) — НС-скинхед с татуировкой на плече в виде стилизованного символа свастики.
Отправившись на очередные раскопки, герои обнаруживают на своей территории конкурентов — группу во главе с неким Ашотом. После непродолжительной драки Борману удаётся убедить Ашота и его людей уйти в другое место. 
Чуха обнаруживает, что количество провизии за время дороги значительно уменьшилось; виноватым оказывается Череп. Борман отправляет его и Спирта за продуктами; по пути между ними происходит ссора из-за расхождения во взглядах, и Череп ножом отрезает Спирту его дреды. 
К месту раскопок приходит сельская старушка, принявшая ребят за участников Поискового движения (белых копателей), и говорит, что где-то здесь в боях пропал её сын, у которого был серебряный портсигар с красным камнем — подарок знаменитого советского военачальника Будённого. Подвыпившие молодые люди радостно хихикают и обещают в случае находки портсигара — вернуть его.
В ходе раскопок группа обнаруживает блиндаж с останками погибших и сейфом с документами. Решив отметить удачу, Спирт и Череп отправляются стрелять из найденного пистолета ТТ, а в качестве мишени планируют использовать найденный при раскопках настоящий череп. Чуха, понимая, что своими силами пресечь это кощунство не сможет, зовёт Бормана, который отбирает у Черепа пистолет. 
В документах (солдатских книжках) чёрные копатели видят собственные имена и фотографии. Решив, что всё это алкогольные галлюцинации из-за «палёной» водки, ребята бегут к близлежащему озеру в надежде искупаться и протрезветь. Однако, прыгнув в воду, они выныривают уже в 1942 году. Голых купальщиков принимают за вышедших из окружения и включают в ряды находящейся здесь войсковой части. Начальство считает, что ребята, пытавшиеся утверждать, что они из будущего, просто пережили в окружении сильное психическое потрясение, и так как у них есть документы, им выдают обмундирование и оружие. Герои не знают, каким образом им удастся (и удастся ли вообще) вернуться в своё время. Четвёрка пытается вернуться обратно (в своё время), снова окунувшись в воды озера, однако возвращения не происходит.
Попав в военное прошлое, парни принимают участие в боевых действиях. Обаятельный Борман и ботаник Чуха влюбляются в симпатичную медсестру Нину (Екатерина Климова). Растаман Спирт развлекает солдат песней, а Череп всем сердцем возненавидел захватчиков и рвётся защищать Родину.
Внезапное появление в расположении части старушки повергает четвёрку в шок. Окружающие бойцы и командиры объясняют старушке, что это контуженые, и ребята догадываются, что их пребывание в прошлом связано с обещанием, которое они шутя дали старушке — найти её сына, красноармейца Соколова, пропавшего в боях Великой Отечественной войны. Особист, заподозривший неладное, отправляет четвёрку под командованием старшины в разведку за «языком». Перед разведкой Филатов с помощью своих наручных часов рассчитывает время до того, как будет взорван блиндаж. На обратном пути погибает старшина Емельянов (Борис Галкин), а четвёрка попадает в плен к немцам. Их запирают в сарае, где уже находится тот самый красноармеец Соколов. Он избит, обессилен и не может воспользоваться для побега подкопом, уже приготовленным им ранее. Рассчитывая на этот подкоп, четвёрка решается на побег. Перед этим Спирт, желая позлить Черепа, сообщает Соколову о том, что по Москве будут ходить неонацисты и кричать «Хайль Гитлер», чем провоцирует драку (которую, впрочем, удаётся быстро прекратить). Соколов просит ребят передать своим родным серебряный портсигар, о котором ранее упоминала загадочная старушка. Те понимают, что скорее всего их миссия по поиску сына бабушки выполнена и возможно, что теперь они смогут вернуться домой через озеро.
Но, возле озера их ловят свои и снова отдают в руки особиста, однако у того не «клеится» дело, и они получают приказ воевать наравне с остальными бойцами. В бою часы Филатова показывают 00:00:00, и после этого блиндаж, в котором на тот момент находились санитарка Нина, четыре бойца и раненый командир, взрывается. Борман, Череп, Чуха и Спирт с боем прорываются к озеру. Они успевают взорвать вражеский дот, но Чуха получает пулевое ранение. Однако остальные успевают затащить смертельно раненого товарища в спасительное озеро-портал и «нырнуть во времени» все вместе; выныривает четвёрка друзей из озера уже в нашей современности. Ранение Чухи тут же «автоматически» исцеляется без следа (так как в нашем времени в Чуху никто не стрелял). Потрясённый всем пережитым, Череп камнем сдирает свою наколку со свастикой.

## Главные герои
Из пресс-релиза фильма:

### Борман
- Имя персонажа: Сергей Иванович Филатов.
- Актёр: Данила Козловский
- Характер: прирождённый лидер, хорошо образован (бывший студент исторического факультета СПбГУ), свободно владеет немецким, отлично знает литературу, изучает военные мемуары, умён, расчётлив, обаятелен, любит модную одежду, дорожит своими наручными часами, холост.
- Козловский о герое: «Мой герой — обычный русский парень, таких много. Он хочет действовать по принципу „бери от жизни все“. Привык побеждать и не привык ни в чём сомневаться. И вдруг этот парень попадает в ситуацию, которую даже предположить не мог. Он оказывается в прошлом, попадает в самое пекло Великой Отечественной войны, где другая жизнь по другим законам. Он встречает девушку, в которую моментально влюбляется… Его жизнь меняется полностью. Всего за несколько дней».

### Спирт
- Имя персонажа: Андрей Александрович Смирнов
- Актёр: Андрей Терентьев
- Характер: легко поддаётся чужому влиянию, своенравен, эгоистичен, скрытен, не всегда верен данному слову, расчётлив, любитель чёрной музыки и обладатель дредлоков (которые ему состриг Череп), хороший гитарист, любит играть в «крутого», хотя для того, чтобы быть им по-настоящему, слишком труслив.
- Терентьев о герое: «Не могу сказать, какой он, мой герой, — положительный или отрицательный. Не бывает же личностей на сто процентов положительных или полностью отрицательных. Особенно среди современных людей. Он во что бы то ни стало стремится попасть назад в будущее. В своё время. В знакомую и уютную жизнь. Понятное в принципе желание. Ему страшно на этой войне. Но, думаю, любому нормальному человеку будет страшно. И он хочет сбежать, готов уйти один, оставив друзей. Он безумно любит музыку. И даже там, в 42-м, вечером перед всем полком играет свою музыку, соглашается сыграть на гитаре перед боем. Он разный, этот Спирт. Но думаю, что ситуация, в которой он оказался, его изменила».

### Чуха
- Имя персонажа: Виталий Семёнович Бероев
- Актёр: Дмитрий Волкострелов
- Характер: мягок, неуравновешен, вспыльчив, влюбчив, с девушками застенчив, нерешителен, простодушен, влюблён в Нину, девушку друга.
- Волкострелов о герое: «Мы играем „гостей из будущего“. Вдруг, как нашим героям кажется, абсолютно ни с того ни с сего (на самом деле это не так) они оказываются в прошлом. Казалось бы, всего лишь 65 лет назад, не такой уж большой срок. Но они говорят на современном сленге, и их не понимают. Когда молчат, вроде свои, как только что-то скажут, сразу видно — чужие. Их принимают за дезертиров, а они молятся о том, чтобы это все оказалось просто дурным сном».

### Череп
- Имя персонажа: Олег Игоревич Васильев
- Актёр: Владимир Яглыч
- Характер: НС-скинхед, упрямый, принципиальный, не бросает слов на ветер, прямолинеен, ходил в секцию бокса, любит татуировки, презирает слабость, порой жесток, смел, предан друзьям, во всём привык идти до конца, не любит проигрывать.
- Яглыч о герое: «Мой герой на первый взгляд кажется самым жёстким. Так, в общем, и есть… Он НС-скинхед. Зарабатывает на продаже найденных военных трофеев. Упёртый. Абсолютно бескомпромиссный. И в то же время он смелый, очень предан друзьям. У него свои принципы. Свои законы. Но он изменился больше других, это доказано его поистине заслуживающим уважение жестом: когда он содрал камнем свою татуировку. Мы же меняемся, когда переживаем какие-то сложные ситуации. Он практически единственный не устраивает истерику перед боем, все остальные хотят до наступления решить проблему, из-за которой они оказались в прошлом, и вернуться в своё время. И один из четырёх друзей бросает ему фразу: „Скинхед наш патриотом заделался“. Не знаю насчёт патриота… Ему так же страшно, как и всем остальным».

### Ниночка
- Имя персонажа: Нина Полякова
- Актриса: Екатерина Климова
- Характер: решительная; говорит то, что думает; может постоять за себя; отказывается переходить на работу в тыловой госпиталь.
- Климова о героине: «Я играю единственную женскую роль в этом фильме, но судьба моей героини оказывает большое влияние на главного героя — Бормана. Он влюбляется в неё с первого взгляда. У них военно-полевой роман. Но они из разных времён. Даже из разных эпох. И он знает, к сожалению, для себя самого, о судьбе моей героини чуть больше, чем нужно. А она о том, что будет, не знает ничего. Просто любит, и всё».

## В ролях
| Актёр                | Роль                            |
| -------------------- | ------------------------------- |
| Данила Козловский    | Сергей Филатов «Борман»         |
| Андрей Терентьев     | Андрей Смирнов «Спирт»          |
| Дмитрий Волкострелов | Виталий Бероев «Чуха»           |
| Владимир Яглыч       | Олег Васильев «Череп»           |
| Екатерина Климова    | Нина Полякова                   |
| Борис Галкин         | старшина Емельянов              |
| Даниил Страхов       | старший лейтенант Алексей Дёмин |
| Сергей Маховиков     | политрук Александр Карпенко     |
| Игорь Черневич       | капитан-особист Жорин           |
| Ральф Шиха           | оберст Курт Бонхоф              |
| Зоя Буряк            | Клавдия                         |
| Сергей Мухин         | Дмитрий Соколов                 |
| Анатолий Пашинин     | сержант Сердюк                  |
| Николай Горбунов     | лейтенант Кноблох               |
| Тамара Спиричева     | мать Дмитрия Соколова           |
| Лидия Доротенко      | Авдотья                         |
| Леонид Ниценко       | скупщик                         |

## Съёмочная группа
- Режиссёр: Андрей Малюков
- Второй режиссёр: Юрий Лебедев
- Сценарий: Александр Шевцов, Эдуард Володарский, при участии Кирилла Белевича
- Композитор: Иван Бурляев
- Операторы: Владимир Спорышков, Ольга Ливинская
- Продюсеры: Сергей Шумаков, Людмила Кукоба, Ангелина Павличенко

## Съёмки
Съёмки фильма «Мы из будущего» проходили в Псковской области в трёх местах: в деревне Ореховичи Псковского района, на озере Жуковское (у деревни Знаменка того же района) и в деревне Родовое Палкинского района. Рабочим названием картины были «Следопыты». Большая часть съёмок была проведена осенью 2006 года, а в мае 2007 года проводились досъёмки некоторых сцен.

## Создатели о фильме
- Режиссёр о фильме: «…Я пытаюсь показать в своём фильме связь времён. Мы все разорваны, необходимо связать эти узелки и понять, что всё, что было за нами, — это наше, а не чьё-нибудь. И то, что мы сейчас проживаем, — это тоже наше, а не чьё-нибудь. Мы не пытаемся критиковать нынешнее время или хвалить то. В этом фильме показано соприкосновение времён, чтобы зритель сам понял, что ценного в нынешнем времени и что мы потеряли ценного из того. Я очень доволен актёрами, с которыми работал над этой картиной. Некоторых я знаю давно, например Бориса Галкина, с которым мы знакомы тридцать лет, он сыграл у меня главную роль в фильме „В зоне особого внимания“. Катя Климова и Даниил Страхов играли у меня в моём предыдущем фильме „Грозовые ворота“. А вот с ребятами, сыгравшими главные роли, — четвёркой друзей, которые попадают в прошлое, — мы познакомились впервые. Это сильные актёры с большим потенциалом. Они из нынешнего времени, но у них такой пристальный взгляд в то время, что я заражаюсь этой энергетикой, которая помогает работать на протяжении всех съёмок».

- Сергей Шумаков (продюсер) о фильме: «Сценарий этот довольно долго лежал на полке, что удивительно, потому что история потрясающая. Но, с другой стороны, это даже пошло ему на пользу, так как только сейчас наши технические возможности пришли в соответствие с пожеланиями к его реализации. Мне кажется, что в наше время, когда в мире накопилось столько горячих точек, стоит ещё раз вспомнить, во что это может в результате вылиться, и поразмышлять на досуге о том, стоит ли заваривать такую кашу снова. Но для того, чтобы заставить зрителя задуматься, нам, конечно, нужен был весь наш арсенал, ведь война, что ни говори, это очень эффектное событие, впечатляющее. Мне кажется, впечатлений должно хватить. Важно, чтобы в итоге зритель сделал правильные выводы из того, что мы ему показываем».

## Пресса о фильме
В российской прессе фильм получил умеренно-одобрительные отзывы. Большинство обзоров были нейтральными или положительными, но были и резко отрицательные, например, в журнале «Афиша». По данным портала «Критиканство», средняя оценка в рецензиях составила 7,6 из 10.
- «Комсомольская правда» : «История обещает быть захватывающей и жутко дорогой… Вокруг взрывы, строчат автоматы, стонут раненые, и посреди всего этого — четверо холёных мальчиков из XXI века… Ради этого фильма канал „Россия“ пригласил крутого канадского постановщика трюков и визуальных эффектов Джона Аттарда, вместе с ним работает команда высокопрофессиональных каскадёров. К примеру, Екатерину Климову дублирует отважная канадка Мари-Франц. Благодаря ей девушке не придётся выпрыгивать из окопа, ползать под пулями и подрываться на мине…»

- «Искусство кино»: «Глядя на обилие цитат, на незавершённые сюжетные линии, на героические лица „стариков“ — не знающих рефлекторных слабостей персонажей Галкина, Маховикова, Страхова, с которыми, как с эталоном, соотносят наших молодцов, — можно предположить, что авторы нырнули из сегодняшнего дня в прошлое вместе с гробокопателями и, растерявшись не меньше, стали бросать в неприятеля чем попадя. Так булгаковский Николка бил врага по зубам пистолетом, вместо того чтобы из него стрелять. Но война — не враг, не монстр и не просто героическое прошлое, а ещё и прошлое героизированное, в том числе с помощью кино. Поэтому цитаты <из фильмов> здесь не штамп и даже не игра в холодно-горячо, а неотъемлемая часть сегодняшней жизни Бормана, Спирта, Черепа и Чухи. Они относятся к цитатам из фильмов о войне так же по-детски бездумно, как к атрибутике героического прошлого. <…> И вот вещи, с которыми они забавлялись, копали-продавали, не вникая в суть этих вещей, заставили обратить на себя внимание»[10].

- «МК-Бульвар»[уточнить]: «…Такие сцены, как в новом фильме Андрея Малюкова, можно увидеть в фильмах „Спасти рядового Райана“, „Тонкая красная линия“, а в нашем кино таких моментов мало…»[11]

## Прокат
Выйдя в широкий прокат 21 февраля 2008 года, фильм собрал 7 626 400 $ (181 813 376 руб.) на него пришло 1.250.000 зрителей.
В «театральной» версии фильма (выпущенной на DVD), вырезано довольно много материала: «театральная» версия идёт 115 минут, а телеверсия — 165 минут.

## Музыка

### Песни
- «Лучше нас здесь нет» и «На юг» исполнении группы Марсель
- «Ты и Я» в исполнении Елены Терлеевой (муз. и сл. авторские)
- «За всё спасибо, добрый друг» (слова на стихи Елизаветы Константиновны Стюарт, в исполнении Екатерины Климовой)
- «Солдат» в исполнении Андрея Терентьева
- «Кончилась война» в исполнении Игоря Лобанова (слова гр. Гандурас, музыка Сергея Боголюбского)

### Инструментальные темы
Музыка Ивана Бурляева записывалась 1, 4 и 15 ноября 2007 года в первой тонстудии киноконцерна «Мосфильм» Российским государственным симфоническим оркестром кинематографии. Дирижёр — Сергей Скрипка. Также в записи принимал участие Московский камерный хор под руководством дирижёра Людмилы Богомоловой. Звукорежиссёр — Геннадий Папин.

## Аллюзии в фильме
В фильме содержатся аллюзии:
- В сцене, в которой Бормана (героя Данилы Козловского) допрашивает немецкий офицер Курт Бонхов (исторический прототип -  Курт Типпельскирх), Борман произносит фразу: «После первой не закусываю» — цитируя известную фразу из фильма «Судьба человека» (по рассказу Михаила Шолохова), в котором эту фразу также говорит находящийся в плену советский солдат (главный герой), и тоже угостившему его водкой немецкому офицеру.
- Когда в плену у немцев во время допроса Борман упоминает, что капитуляцию Германии в 1945-м принимали в том числе и французы, немецкий полковник повторяет реальную фразу фельдмаршала Кейтеля, сказанную им при подписании Акта о капитуляции Германии: «Как?! И эти тоже нас победили, что ли?»[13]
- В последней атаке, поднимая роту в наступление, комиссар делает движение (жест), в точности как политрук Ерёменко на знаменитом фотоснимке Макса Альперта «Комбат».
- В одной из сцен, в разговоре главных героев, один из них спрашивает, как же они снова попадут в своё время, на что другой отвечает: «Своим ходом, год за годом…», цитируя эту фразу из конца последней серии фильма «Гостья из будущего» (1984).

## Награды и номинации
| Награды и номинации     | Награды и номинации          | Награды и номинации                   | Награды и номинации | Награды и номинации |
| Награда                 | Категория                    | Номинант                              | Результат           |                     |
| ----------------------- | ---------------------------- | ------------------------------------- | ------------------- | ------------------- |
| MTV Russia Movie Awards | «Лучшая драка или сражение»  | Контрнаступление советских солдат     | Победа              |                     |
| MTV Russia Movie Awards | «Лучший фильм»               |                                       | Номинация           |                     |
| MTV Russia Movie Awards | «Лучшая женская роль»        | Екатерина Климова                     | Номинация           |                     |
| MTV Russia Movie Awards | «Лучший кинозлодей»          | Ральф Шиха                            | Номинация           |                     |
| MTV Russia Movie Awards | «Лучший поцелуй»             | Екатерина Климова и Данила Козловский | Номинация           |                     |
| «Золотой орёл»          | «Лучший монтаж фильма»       | Мария Сергеенкова                     | Победа              |                     |
| «Золотой орёл»          | «Лучшая мужская роль в кино» | Данила Козловский                     | Номинация           |                     |
| «Золотой орёл»          | «Лучшая музыка к фильму»     | Иван Бурляев                          | Номинация           |                     |
| «Жорж»                  | «Лучший российский фильм»    |                                       | Номинация           |                     |